# Isoplatoides flavibasalis
Isoplatoides flavibasalis är en stekelart som först beskrevs av Girault 1915.  Isoplatoides flavibasalis ingår i släktet Isoplatoides och familjen puppglanssteklar. Inga underarter finns listade i Catalogue of Life.